# Chūō Gōdō Chōsha Daiyon-gōkan
Chūō Gōdō Chōsha Daiyon-gōkan (中央合同庁舎第4号館?), conosciuto anche come Central Government Building No. 4, è un edificio governativo situato nel quartiere di Kasumigaseki, a Chiyoda, Tokyo, in Giappone.
È sede del Comando per la cooperazione alla pace internazionale, della Commissione giapponese per l'energia atomica, dell'Ufficio legislativo del Gabinetto del Giappone, della Commissione di valutazione di impatto ambientale, dell'Agenzia dei consumatori e dell'Agenzia per la ricostruzione post-terremoto.

## Storia
Dopo la fine della seconda guerra mondiale il governo giapponese intraprese una campagna di ristrutturazione degli edifici governativi in modo da facilitarne l'accesso ai cittadini e migliorarne l'efficienza, con il presupposto di fare un uso migliore e più efficace del territorio e di ridurre i costi di costruzione. Tra la fine degli anni quaranta e l'inizio degli anni settanta sorsero così tre edifici ad uso governativo, nell'ordine Chūō Gōdō Chōsha Daiichi-gōkan, Chūō Gōdō Chōsha Daini-gōkan e Chūō Gōdō Chōsha Daisan-gōkan.
I lavori sul Chūō Gōdō Chōsha Daiyon-gōkan iniziarono nel 1969 e furono completati nel 1971. L'anno seguente l'edificio fu premiato come miglior progetto governativo alla ventesima edizione della Building and Repair Design Competition, un concorso annuale che si tiene allo scopo di migliorare la progettazione e la tecnologia nei campi della costruzione e della ristrutturazione.
Più tardi il tetto dell'edificio lasciò spazio a circa 900 m² di verde, come parte di una iniziativa atta a migliorare l'impatto ambientale delle strutture governative di Kasumigaseki. Tale trovata permette inoltre ai residenti dei grattacieli circostanti di godere di un piacevole colpo d'occhio.
L'edificio, già sede del Comando per la cooperazione alla pace internazionale, della Commissione giapponese per l'energia atomica, dell'Ufficio legislativo del Gabinetto del Giappone e della Commissione di valutazione di impatto ambientale, dal 2016 ospita anche l'Agenzia dei consumatori e l'Agenzia per la ricostruzione post-terremoto, che vi trasferirono il loro quartiere generale traslocando rispettivamente dalla Sannō Park Tower di Nagatachō e dal Sankaidō Building di Akasaka.